# فورد سری ئی
فورد سری ای (Ford E-Series) یک سری خودرو است که از سال ۱۹۶۱ تا کنون در اوهایو و ایالات متحده آمریکا تولید می شود.

## نگارخانه

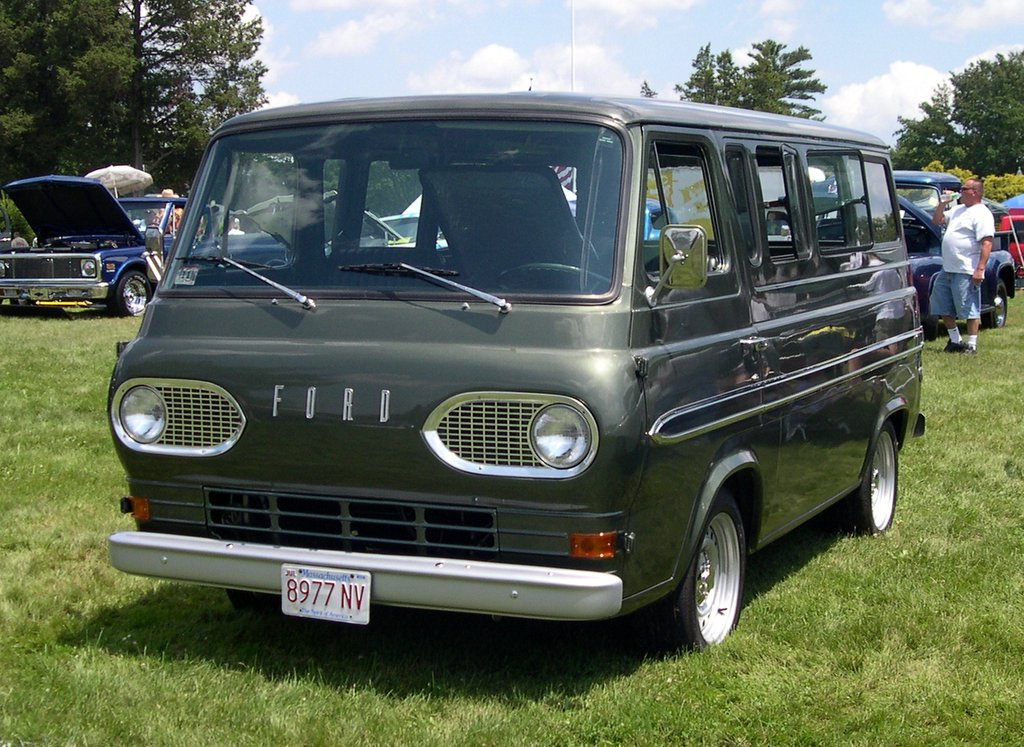
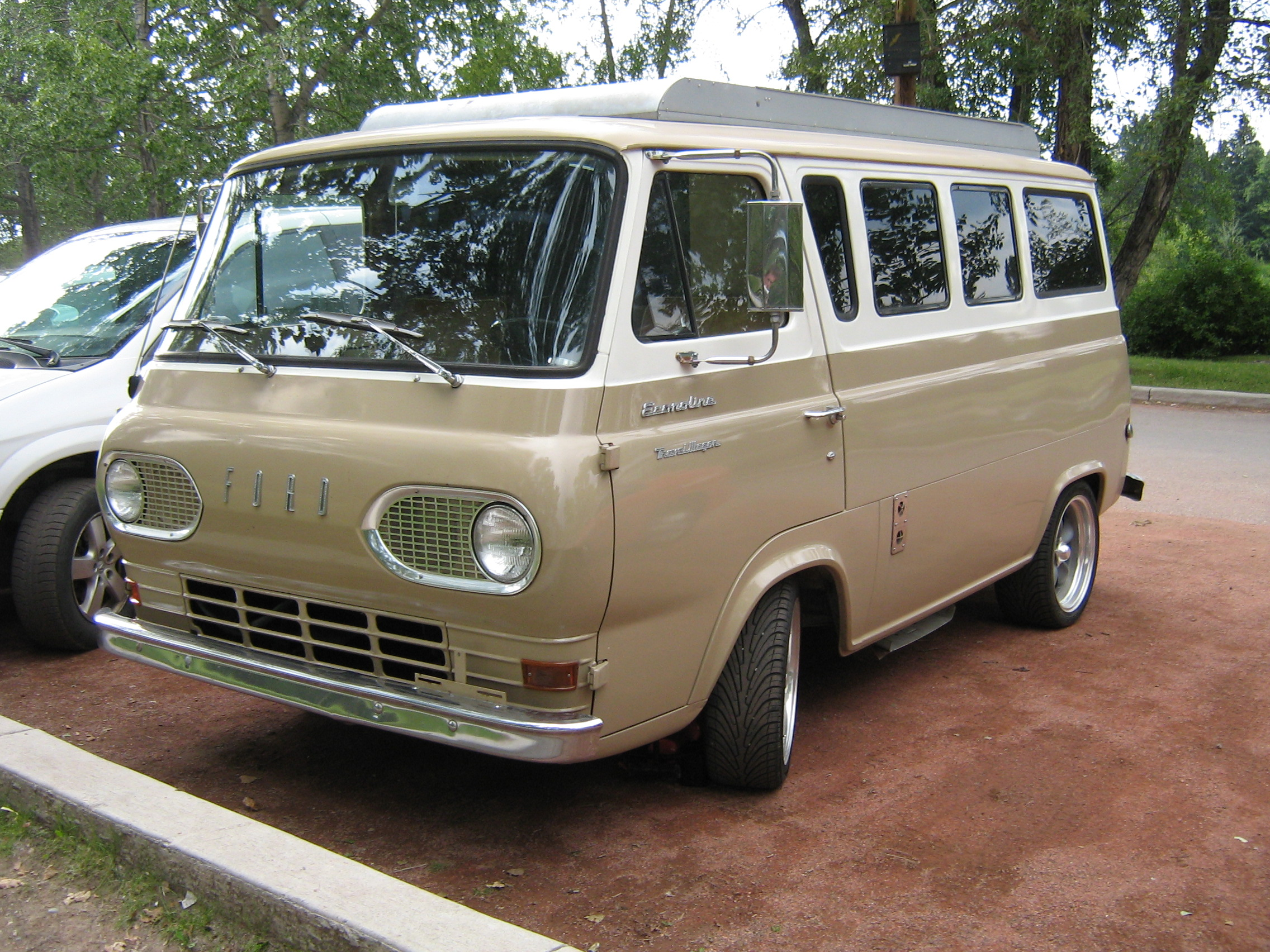
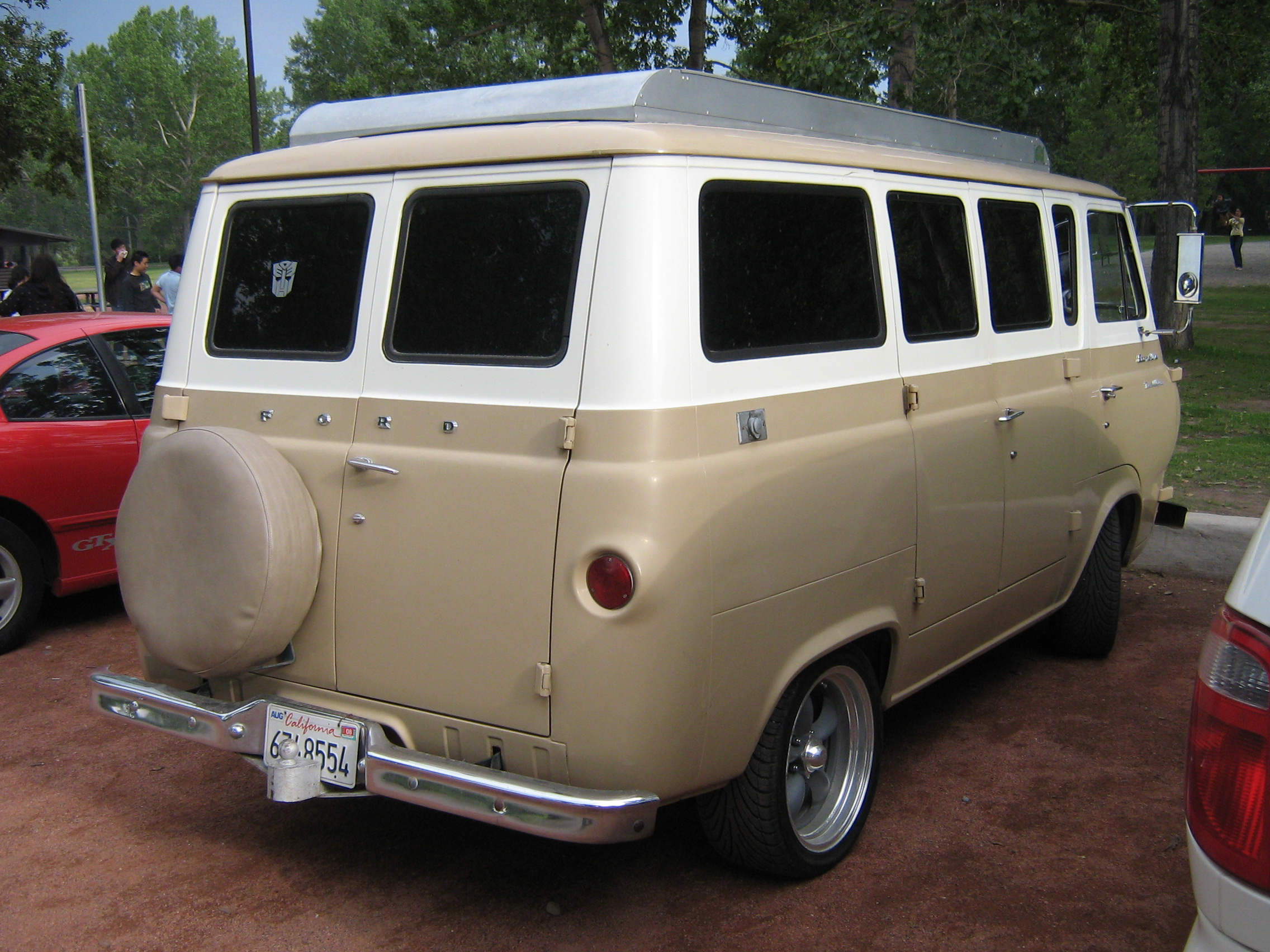
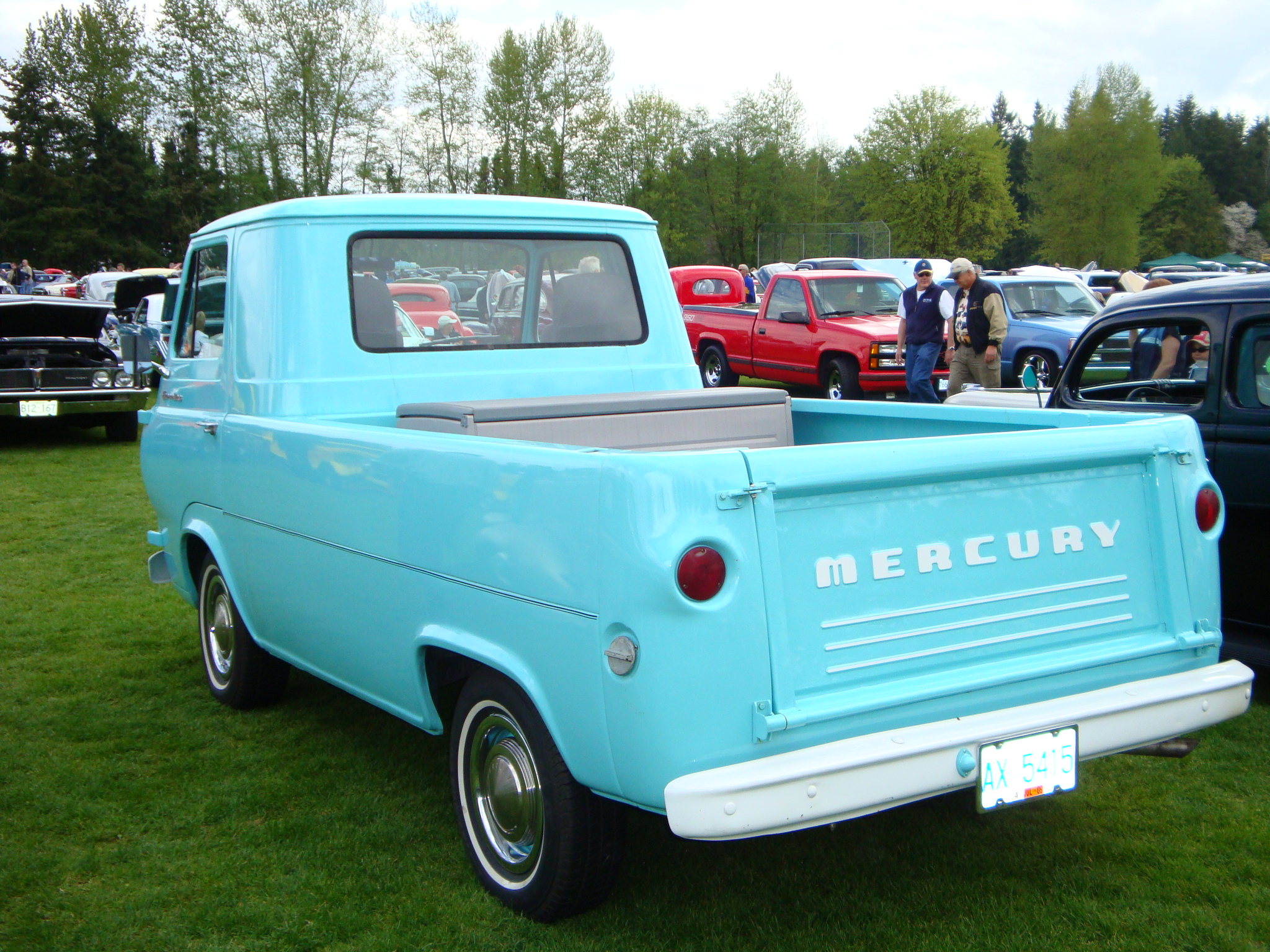